# Kéraban-le-Têtu
Pour la pièce de théâtre, voir Kéraban-le-Têtu (pièce de théâtre).
Kéraban-le-Têtu est un roman humoristique et d'aventures de Jules Verne, paru en 1883.
Ce roman, l'un des plus comiques de l'auteur français, est aussi l'un de ses plus méconnus. 

## Historique
L'œuvre paraît d'abord en feuilleton dans le Magasin d'éducation et de récréation du 1er janvier au 15 octobre, puis en volume le 15 novembre 1883 chez Hetzel.

## Résumé
Le récit raconte les tribulations d'un vendeur de tabac turc (Kéraban) et d'un de ses clients hollandais autour de la mer Noire. Kéraban, fier et têtu, refuse d'acquitter une taxe imposée inopinément par le sultan pour la traversée du Bosphore. Il décide donc de rallier Constantinople (Istanbul) à Scutari (Uskudar), en faisant le tour de la mer Noire.

## Commentaires
Le récit révèle un aspect très théâtral, auquel Jules Verne se prête rarement. L'auteur exploite aussi avec talent la mollesse du commerçant batave et le caractère inflexible de Kéraban. Par moments, les problèmes conjugaux de Jules Verne transparaissent dans le récit.
Depuis 1990, plusieurs reportages radio ou télé et un récit de voyage ont été réalisés par des Occidentaux suivant l'itinéraire de Kéraban-le-Têtu : tous fidèles aux approximations de Jules Verne (c'est-à-dire friands d'anecdotes, d'administrations pointilleuses, de situations ubuesques, de personnages louches, de conflits, etc.), mais ignorant les œuvres d'auteurs riverains ou connaisseurs comme Ömer Asan, Isaac Babel, Elias Canetti, Panaït Istrati, Constantin Paoustovski ou Yeşim Ustaoğlu et, par conséquent, peu sensibles aux milieux naturels, à l'ambiance et au patrimoine culturel commun des rivages de la mer Noire, qui, quelles que soient les langues et les cultures d'aujourd'hui, témoigne d'un « melting pot pontique » passé, d'abord scythe, caucasien et cimmérien, ensuite grec, puis génois, et enfin turc.

## Liste des personnages
- Ahmet
- Amasia
- Bruno
- Kéraban
- Maître Kidros
- Nedjeb
- Nizib
- Seigneur Saffar
- Saraboul
- Scarpante
- Sélim
- Storchi
- Van Mitten
- Seigneur Yanar
- Capitaine Yarhud